# جيمس إس. روبنز
جيمس إس. روبنز (بالإنجليزية: James S. Robbins) هو صحفي أمريكي، ولد في 1962.